# 덩젠훙
덩젠훙(鄧健泓, Patrick Tang, 1974년 5월 6일 ~ )은 중화인민공화국 홍콩 특별행정구의 가수, 작사가, 작곡가, 영화배우, 텔레비전 연기자이다.

## 생애
홍콩에서 출생하였으며 지난날 한때 중화인민공화국 광둥성 광저우에서 잠시 유아기를 보낸 적이 있는 그는 4세 때 홍콩에 귀환하여 계속 홍콩에서 성장하였고 1997년 홍콩에서 가수 첫 데뷔하였으며 2000년 영화 《상재아심간(裳在我心間)》의 주연으로 영화배우 데뷔하였고 이어 같은 해부터 텔레비전 드라마에도 출연하기 시작하였다.

## 같이 보기
- 마쥔웨이